# حمدي مصطفى باشا
حمدي مصطفى باشا سياسي عثماني شغل منصب والي مصر منذ 1619 حتى 1620.